# Francisco de Sande
Francisco de Sande (1540 – 12 septembre 1602) était un juriste et gouverneur espagnol. Il fut gouverneur général des Philippines du 25 août 1575 à avril 1580, gouverneur général du Guatemala et président de la Real Audiencia de Santafé de Bogotá de 1596 à sa mort.

## Biographie
Natif de Cáceres, il était juriste de formation et officia huit ans dans la colonie du Mexique,. Il est nommé gouverneur général des Philippines par Madrid le 25 août 1575, succédant à Guido de Lavezaris.
En tant que gouverneur, il fonda la ville de Nueva Cáceres. Il eut le souci d'assainir les finances de la colonies et de mieux utiliser les fonds royaux, s'opposant ainsi aux conquistadores qu'il jugeait trop dépensiers. Il commença la fortification de Manille, cible de pirates, et s'appropria la province de Pampanga pour assurer suffisamment de vivre au contingent espagnol.
Il eut aussi une politique d'expansion de l'autorité espagnole envers les territoires musulmans. Il attaqua notamment la capitale de Borneo, et fit des tentatives pour assujettir l'archipel de Sulu et l'île de Mindanao. 
Il quitta sa fonction de gouverneur général en avril 1580 et gouverna ensuite la Capitainerie générale du Guatemala, puis le Royaume de Nouvelle-Grenade à partir de 1596.